# Michael Vick
Michael Dwayne Vick (urodzony 26 czerwca 1980 roku w Newport News w stanie Wirginia) – amerykański zawodnik futbolu amerykańskiego, grający na pozycji quarterbacka. W rozgrywkach akademickich NCAA występował w drużynie Virginia Tech.
W roku 2001 przystąpił do draftu NFL. Został wybrany przez drużynę Atlanta Falcons w pierwszej rundzie (1. wybór). W zespole występował do sezonu 2006. Następnie przez 2 sezony nie występował w lidze ze względu na pobyt w więzieniu. W latach 2009–2013 reprezentował barwy Philadelphia Eagles.
Po wygaśnięciu umowy z Eagles Vick przeniósł się do New York Jets, z którymi związał się obowiązującym przez jeden sezon kontraktem. Następnie spędził również rok w Pittsburgh Steelers, po czym zakończył profesjonalną karierę.
Czterokrotnie został wybrany do meczu gwiazd Pro Bowl.
25 kwietnia 2007 został zatrzymany przez policję w swoim domu za organizację nielegalnych walk pitbulli i znęcanie się nad nimi. Policja zabrała z jego domu łącznie prawie 50 pitbulli. Za karę odsiedział 18 miesięcy pozbawienia wolności.